# Ahirkapi
Latarnia morska Ahirkapi położona na południowo-zachodnim brzegu Stambułu skonstruowana została w 1857 z polecenia Sułtana Abdülmecida I i ciągle jest aktywna. Budowla mierzy 36 metrów.